# Franckeus
Genre
Franckeus est un genre de scorpions de la famille des Vaejovidae.

## Distribution
Les espèces de ce genre sont endémiques du Mexique.

## Liste des espèces
Selon The Scorpion Files (21/08/2020) :
- Franckeus kochi (Sissom, 1991)
- Franckeus minckleyi (Williams, 1968)
- Franckeus nitidulus (C. L. Koch, 1843)
- Franckeus peninsularis (Williams, 1980)
- Franckeus platnicki (Sissom, 1991)
- Franckeus rubrimanus (Sissom, 1991)

## Étymologie
Ce genre est nommé en l'honneur d'Oscar F. Francke.

## Publication originale
- Soleglad & Fet, 2005 : « A new scorpion genus (Scorpiones: Vaejovidae) from Mexico. » Euscorpius, no 24, p. 1-13 (texte intégral).